# Kadnikowo (Kraj Ałtajski)
Kadnikowo (ros. Кадниково) – wieś w Rosji, w Kraju Ałtajskim, w rejonie mamontowskim. W 2010 liczyła 847 mieszkańców.